# آدم (فلم 2009)
آدم (بالإنجليزية: Adam) هو فيلم ميلودرما ‏، وفيلم كوميديا، وفيلم رومانسي، وفيلم دراما أُصدر في 2009. الفيلم من إنتاج فوكس سيرش لايت بيكتشرز، وتولّت فوكس سيرش لايت بيكتشرز توزيعه، وهو من إخراج ماكس ماير (مخرج).

## القصة
يتتبع الفيلم قصة مهندس يدعى آدم مصاب بمتلازمة أسبرجر وكاتبة تدعى إليزابيث.

## طاقم التمثيل
- هيو دانسي
- Haviland Morris [الإنجليزية]‏
- Karina Arroyave [الإنجليزية]‏
- مارك مارغوليس
- جون روثمان
- بيتر غالاغر
- Mark Linn-Baker [الإنجليزية]‏
- ايمي ايرفينغ
- روز بيرن
- فرانكي فايسون
- آدم لوفيفر [الإنجليزية]‏

## الإنتاج
صوّر الفيلم في نيويورك .
.

## وصلات خارجية
- مقالات تستعمل روابط فنية بلا صلة مع ويكي بيانات